# Jeanne de Hohenzollern
Titre
Princesse Consort de Hohenzollern
28 mars 1623 – 26 avril 1634
(11 ans et 29 jours)
Jeanne (Johanna) comtesse von Hohenzollern-Hechingen, née en 1581 et décédée à Ranshofen le 26 avril 1634. Elle devient en 1623, lors de la création du titre princier de Hohenzollern-Sigmaringen, la première princesse-consort de cette maison.

## Biographie
Elle est la fille cadette de Eitel-Frédéric Ier et de la comtesse Sibilla von Zimmern.
Elle épouse à Sigmaringen le 30 juin 1602 Jean de Hohenzollern-Sigmaringen, lequel devient comte (1623 puis prince régnant en 1623, date à laquelle elle devient donc princesse-consort de Hohenzollern-Sigmaringen.
Trois enfants sont nés de cette union :
- Meinrad Ier de Hohenzollern-Sigmaringen, prince de Hohenzollern-Sigmaringen (1605 - Sigmaringen 30 janvier 1681)
- Marie de Hohenzollern-Sigmaringen (23 janvier 1606 - février 1674) qui épouse en 1621 le comte Paul André von Wolkenstein (1595 † 1635) auquel elle donne deux fils (Franz et Maximilian) et une fille. Veuve, elle épouse, avant 1645, Georges Rodolphe Baron von Hasslang auquel elle donne au moins deux fils.
- Euphrosine-Sibylle de Hohenzollern-Sigmaringen (15 juin 1607 - juillet 1636) qui épouse à Sigmaringen le 16 octobre 1622 Georges-Guillaume, Comte von Helfenstein-Messkirch (1605-1627), mariage sans postérité. Veuve, elle épouse, vers 1628 Ernest Benno, Comte von Wartenberg (1604-1666), dont au moins trois fils (Johann Ferdinand Ernst, Franz Ernst et Albrecht Ernst)